# Terremoto de Concepción de 1657
El Terremoto de Concepción de 1657 y posterior maremoto fue un evento sísmico que afectó la zona centro sur de Chile, con el epicentro cerca de Penco, lo que era la original localidad de Concepción.

## Antecedentes
En 1544, siguiendo los planes de expansión y colonización del sur de Chile, Pedro de Valdivia le encomendó a Juan Bautista Pastene una expedición hacia el sur que tuvo como consecuencia el descubrimiento de la desembocadura del río Biobío el 27 de septiembre del mismo año. Posteriormente Pedro de Valdivia visita en febrero de 1550 la Bahía de Concepción con 200 soldados armados, los que fueron atacados por mapuches de la zona. Debido al desgaste de la campaña, Valdivia y sus soldados se trasladaron hacia la costa, en a zona que los habitantes le llamaban Penco (o Pegnco). El 5 de marzo de 1550 Pedro de Valdivia decretó oficialmente la fundación de la ciudad de Concepción del nuevo Extremo e instituyó un Cabildo.
Con el paso del tiempo, el pueblo de Concepción creció y llegó a estar compuesto de 80 casas y 20 000 pobladores.

## Evento sísmico
El día 15 de marzo de 1657 la localidad se encontraba sitiada por un grupo de guerreros mapuche; ya en la noche, cerca de las 19:30 o 20 h., un terremoto con epicentro costero da inicio, el sismo principal duró aproximadamente 4 minutos, afectando desde la ciudad de Santiago hasta el sur de Arauco, sin embargo el epicentro fue próximo a la bahía de Concepción; debido a la fuerza del terremoto los asentados a los alrededores de la ciudad escaparon. Iglesias, almacenes militares, palacios, tiendas y casas comunes cayeron debido al sismo.
Se ha estimado que el sismo se originó a causa de la ruptura de una falla localizada cerca de longitud 79°O y de una extensión mayor a 300 km entre las latitudes 35°S a 38°S. Este sismo es equiparado al terremoto de Chile de 2010.
La hora del evento sísmico ha sido cuestionada debido a que el primer registro de esta aparece en un documento de 1912. Algunos autores señalan que la falla sísmica que originó este terremoto es la misma que estuvo involucrada en los terremotos de 1647, 1751, 1906 y 2010.

## Maremoto
Posterior al sismo hubo un desconocido número de olas causadas por el terremoto que arrasaron la costa de la bahía de Concepción. Uno en particular, la que ocurrió a las 22 h, terminó por derribar el resto de las edificaciones que se hallaban en pie. Debido a este posterior maremoto, fallecieron 40 personas. Únicamente el edificio de la Iglesia Compañía de Jesús y su colegio quedaron pie posterior al tsunami.

## Consecuencias
En Concepción, posterior al primer tsunami, muchos testimonios reportaron que un barco mercante terminó incrustado en el techo del convento San Agustín, que luego fue levantado por una segunda ola y depositado en una laguna cercana. La catedral sufrió daños considerables, al punto de sufrir un colapso total.
Este terremoto, junto con los de 1570, el de 1730 y el de 1751 llevaron finalmente a trasladar la ciudad de Concepción desde su posición en Penco hasta el valle de la Mocha, en la ribera norte del río Biobío.